# Contea di Dixon
La contea di Dixon (in inglese Dixon County) è una contea dello Stato del Nebraska, negli Stati Uniti. La popolazione al censimento del 2000 era di 6 339 abitanti. Il capoluogo di contea è Ponca.